# Masters de Cincinnati 1977
El Abierto de Cincinnati 1977 fue un torneo de tenis jugado sobre tierra batida. Fue la edición número 77 de este torneo. El torneo masculino formó parte del circuito  ATP. Se celebró entre el 11 de agosto y el 18 de agosto de 1977.

## Campeones

### Individuales masculinos
Harold Solomon vence a  Mark Cox, 6–2, 6–3.

### Dobles masculinos
John Alexander /  Phil Dent vencen a  Bob Hewitt /  Roscoe Tanner, 6–3, 7–6.
| Predecesor: Cincinnati 1976 | Masters de Cincinnati 1977 | Sucesor: Cincinnati 1978 |